# École de Rouen

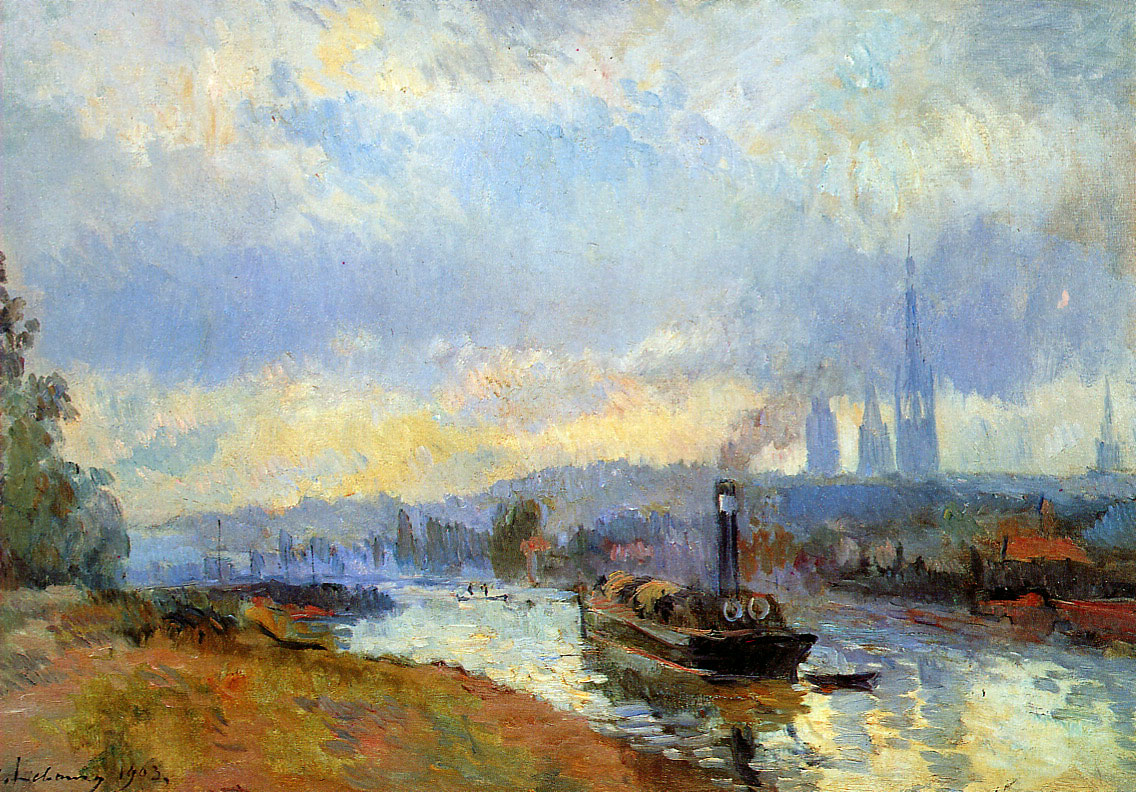
Albert Lebourg: Abschleppboote auf der Seine in Rouen, ca. 1900

Die École de Rouen (deutsch: Die Schule von Rouen) bezeichnet eine Gruppe von Malern, die im 19. und frühen 20. Jahrhundert in Rouen und Umgebung tätig waren. Diese Künstler waren vor allem für ihre Beiträge zum Impressionismus und Post-Impressionismus bekannt. Rouen, eine Stadt in der Normandie, Frankreich, wurde zu einem wichtigen Zentrum dieser Bewegung, da sich viele Maler von der malerischen Landschaft, den besonderen Lichtverhältnissen und der reichen Kultur der Region inspirieren ließen. Heute wird das Werk der Künstler der École de Rouen international als wichtiger Teil der Geschichte des französischen (Post-)Impressionismus anerkannt.

## Geschichte

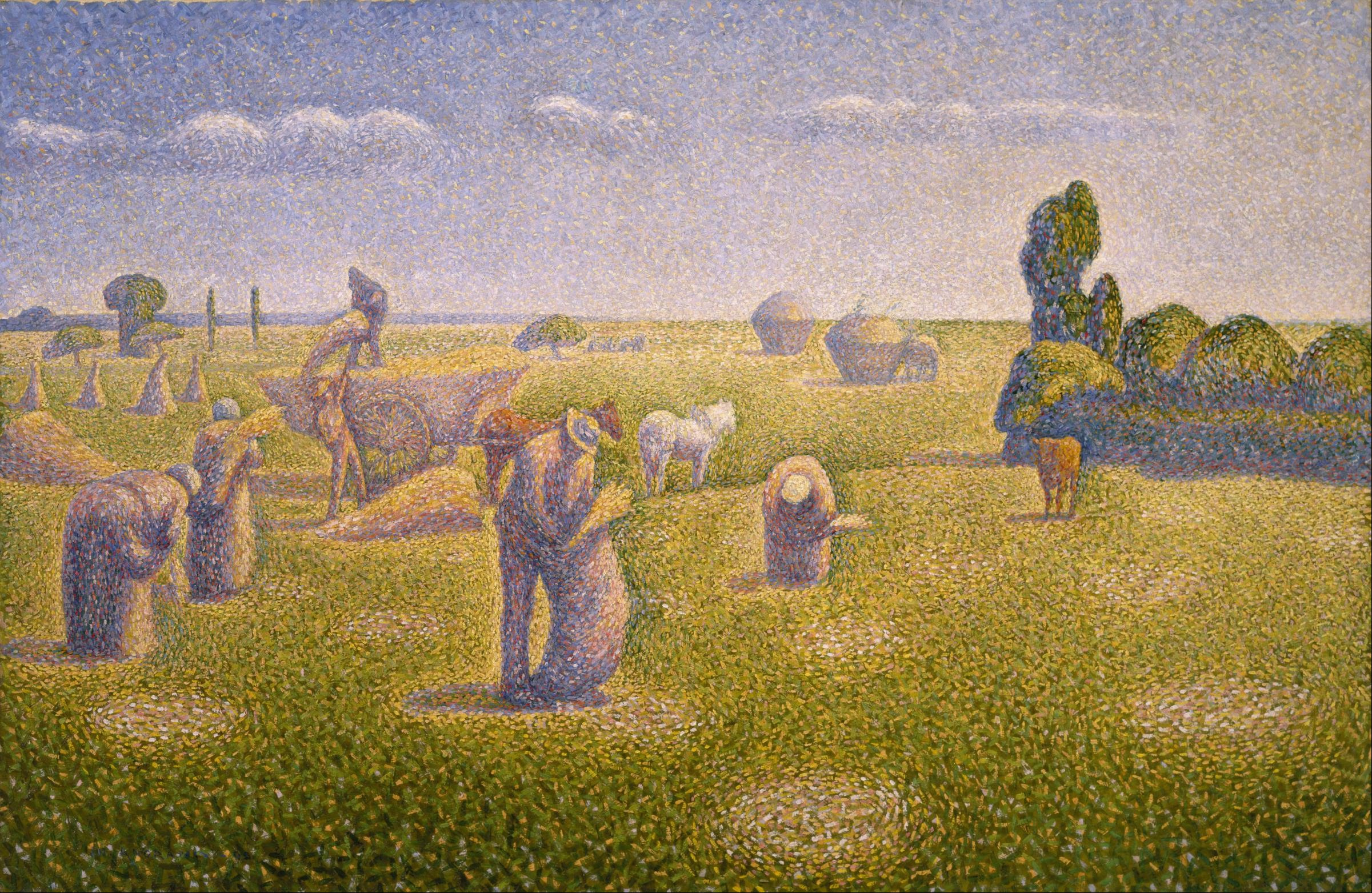
Charles Angrand: Die Erntearbeiter, 1892

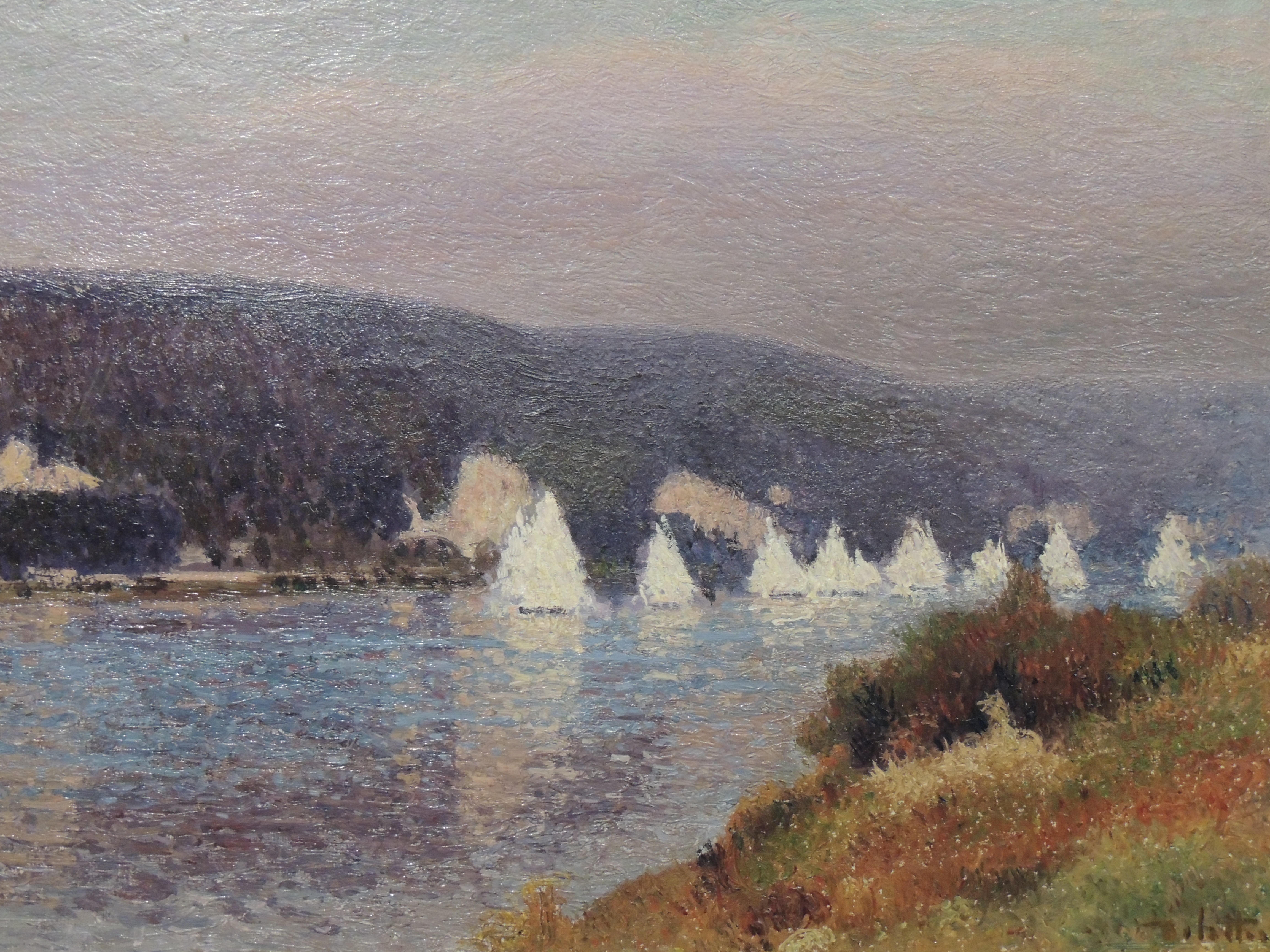
Joseph Delattre: Regatta auf der Seine

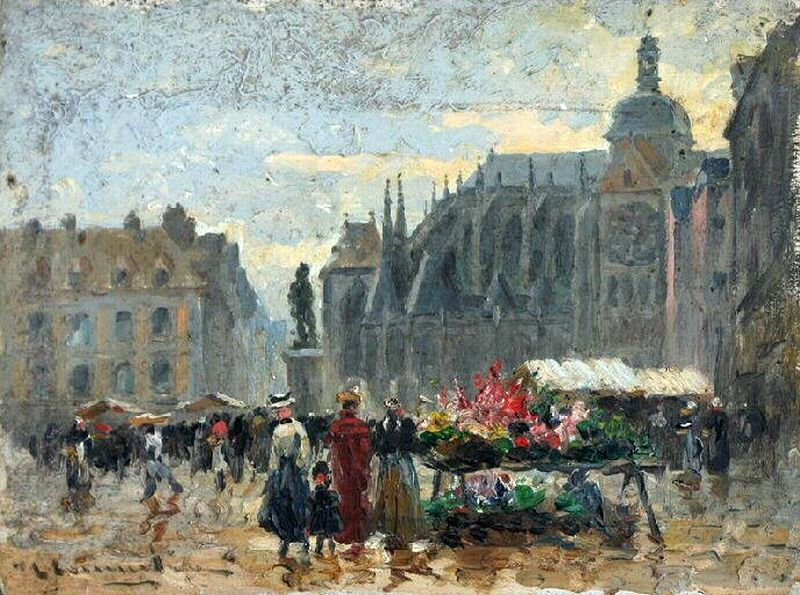
Léon Jules Lemaître: Der Place Nationale in Dieppe

Der 1902 von dem französischen Kunstkritiker Arsène Alexandre geprägte Begriff „L’École de Rouen“ bezeichnet eine Gruppe vorwiegend französischer Künstler, die Ende des 19. und Anfang des 20. Jahrhunderts in der Stadt Rouen in der Normandie tätig waren. Diese post-impressionistischen Künstler, die zwischen 1849 und 1898 geboren wurden, traten in die Fußstapfen der großen Impressionisten wie Claude Monet, Camille Pissarro und Alfred Sisley. Die Mitglieder der École de Rouen zogen in die Stadt, um der strengen akademischen Haltung zu entfliehen, die in den Pariser Salons und Galerien vorherrschte.
Die Künstler der École de Rouen legten großen Wert auf künstlerische Unabhängigkeit und Individualität und experimentierten oft mit Strömungen wie dem Fauvismus (bei dem die Künstler malerische Qualitäten und kräftige Farben der Darstellung vorzogen), dem Divisionismus (bei dem die Farbe in ihre Grundelemente zerlegt und in winzigen Punkten auf der Leinwand dargestellt wurde) und sogar dem Kubismus (bei dem das Motiv aus einer Vielzahl von Blickwinkeln dargestellt wurde, um die Figur in einem größeren Zusammenhang zu zeigen). Dieser Freigeist unterschied die Künstler der Rouennaise von anderen französischen Künstlergruppen. Der Begriff „L’École de Rouen“ entstand, um diese „Rebellen“ vom Rest der Kunstwelt abzugrenzen, die sich zu dieser Zeit in Paris konzentrierte.
In Rouen malten diese Künstler der ersten Generation, zu denen Albert Lebourg, Charles Angrand und Joseph Delattre gehörten, wie ihre Vorgänger im Freien. Sie ließen sich von den schönen Ebenen, den nahe gelegenen Hügeln von Canteleu und der Côte Sainte Catherine sowie den Flusstälern rund um die Seine inspirieren. Sie waren stets bestrebt, die Licht- und Stimmungseffekte, die sie bei ihrer Arbeit in der Natur erlebten, auf der Leinwand festzuhalten. Die Maler der École de Rouen beschäftigten sich jedoch nicht nur mit der Natur, sondern auch mit der Kathedrale von Rouen (berühmt geworden durch die Gemäldeserie von Claude Monet), den Kirchen St. Ouen und St. Maclou sowie anderen Kultur- und Industriebauten. Viele Mitglieder der École de Rouen erhielten ihre Ausbildung an der Académie de Peinture et de Dessin de Rouen.
Die ersten Vertreter der Gruppe stellten in der Galerie Durand-Ruel in Paris, in der Galerie Legrip in Rouen und in der Société des Artistes Rouennais (ebenfalls in Rouen, 1907 von den Rouenern Paul Mascart und Marcel Delaunay gegründet) aus. Mit der Zeit wurde die École de Rouen in Frankreich immer bekannter. Im Jahr 1925 wurde in Paris der erste Salon für Rouennais-Kunst, der Salon Normande, gegründet. Dieses wichtige Ereignis signalisierte die öffentliche Anerkennung der Schule als echte Kunstrichtung in Paris.

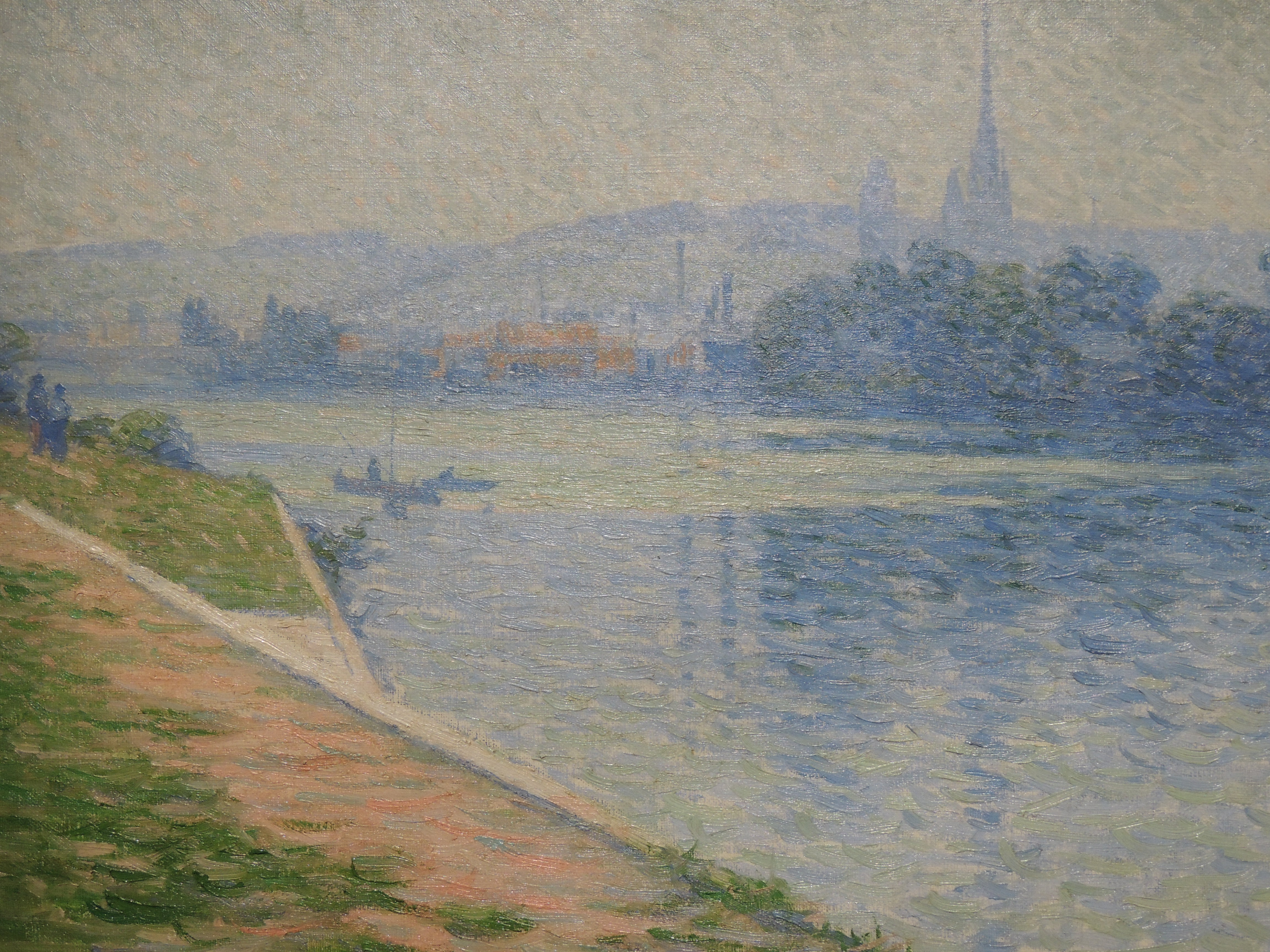
Charles Frechon: Rouen, Île Lacroix, cours de la Reine

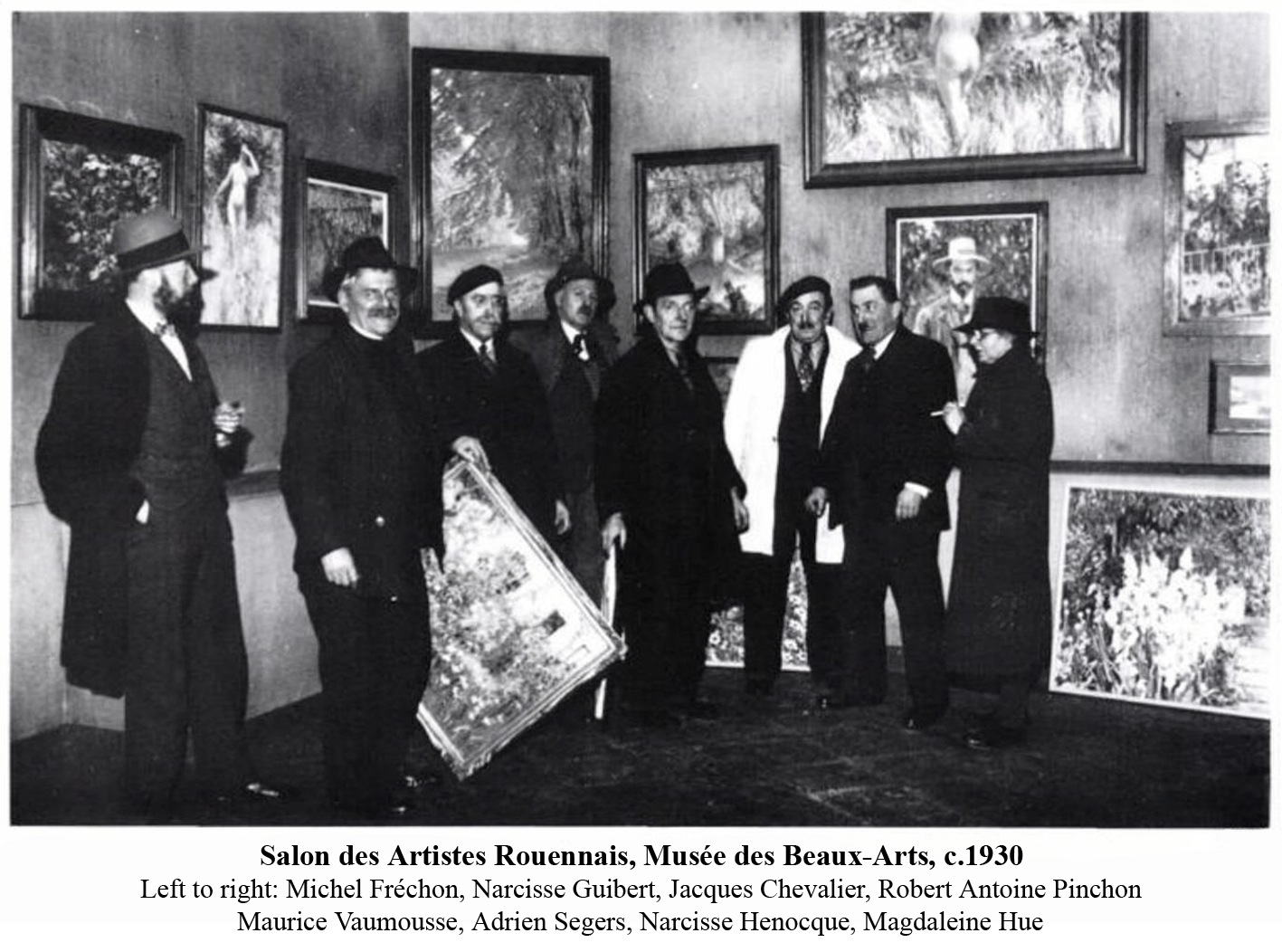
Salon des Artistes Rouennais, Musée des Beaux-Arts de Rouen, ca.1930

Nach Lebourg, Angrand und Delattre entwickelte sich die École de Rouen mit Künstlern wie Robert Pinchon, Pierre Dumont, Georges Bradberry und Charles Frechon weiter. Vor allem die Karriere von Frechon weckte das Interesse der Amerikaner an der Schule: 1901 wurde Frechon von der Galerie Durand-Ruel entdeckt. Die Galerie beginnt, seine Werke in ihrer Filiale in New York auszustellen und weckt schnell das Interesse amerikanischer Sammler, nicht nur für die Werke Frechons, sondern auch für die der École de Rouen insgesamt. Heute wird das Werk der Künstler der École de Rouen international als wichtiger Teil der Geschichte des französischen (Post-)Impressionismus geschätzt.

## Künstler der École de Rouen
- Charles Angrand
- Édouard de Bergevin
- Léonard Bordes
- Georges Bradberry
- Georges Cyr
- Marcel Couchaux
- Joseph Delattre
- Marcel Delaunay
- Pierre Dumont
- Alfred Dunet
- Charles Frechon
- Michel Frechon
- Narcisse Guilbert
- Narcisse Hénocque
- Pierre Hodé
- Magdeleine Hue
- Edmond Lebel
- Albert Lebourg
- Léon-Jules Lemaître
- Pierre Le Trividic
- Maurice Louvrier
- Hippolyte Madelaine
- Albert Malet
- Paul Mascart
- Robert Antoine Pinchon
- Adrien Segers
- Léon Suzanne
- Jean Thieulin
- Eugène Tirvert
- Maurice Vaumousse
- Henri Vignet